# Phyllanthus pallidus
Phyllanthus pallidus là một loài thực vật có hoa trong họ Diệp hạ châu. Loài này được C.Wright ex Griseb. miêu tả khoa học đầu tiên năm 1865.